# 深藍與月光
《深藍與月光》（英語：Dark Blue And Moonlight），2017年臺灣偶像劇，為酷瞧第二部原創戲劇，由陳彥名、王庭勻、黃庭軒及林柏叡主演，金鐘編劇吳洛纓創作，《著魔》導演Adiamond Lee執導，2017年7月6日開鏡，預計2017年11月21日起每周二、三晚上十點於酷瞧、CHOCO TV、YAHOO TV上線。

## 播出時間

### 首播
| 頻道                            | 所在地 | 首播日期       | 播放時間 |
| ------------------------------- | ------ | -------------- | -------- |
| 酷瞧                            | 臺灣   | 2017年11月21日 | 22:00    |
| CHOCO TV                        | 臺灣   | 2017年11月21日 | 22:00    |
| YAHOO TV （页面存档备份，存于） | 臺灣   | 2017年11月21日 | 22:00    |
| LINE TV                         | 臺灣   | 2017年11月21日 | 22:00    |

## 劇情大綱
正在準備重考美術系的海青，他敏感而激烈的情感，和那個體弱沈穩的外表完全不符合，甚至因為這樣，他其實不太知道怎麼傳達自己的感受。某日，海青在深藍色的泳池畔，救了一位神秘男子，他們在男更衣室裡失控地擁吻，唇分，兩人試著交換聯絡方式，卻再也聯絡不上。
男子便是言飛，對言飛來說，愛就是微波，可以熟成你的人生，但輻射對人體有害。至於能不能剛剛好，那就是另外一個難題了。泳池畔與海青相遇那天，他正承受著部門的壓力與情人的背叛，海青對他來說，或許便是這剛剛好的微波。
彼此一見鍾情的兩人，卻無法相愛，因為彼此都有著截然不同的生活，海青的心裡還走進品軍，這位陽光大男孩，在他最寂寞的時候走進他的心裡。品軍是個打南部來台北讀書的陽光男孩，一身曬黑的肌膚是他整個夏天在海濱打工的印記。他今年大四，有點不至於到白目一樣的傻氣，細心又單純。
同樣地，言飛與Jimmy多年來分分合合的感情，也困擾著他。Jimmy 完全不像他，他就是懶散、邋遢但風趣幽默，他對感官享樂敏感有創意，這是他們的情感維繫的重要關鍵。然而言飛沒想過，他們的感情會像微波爐時間到了會「噹」一聲的時刻，打開門，裡面的東西已經煮過頭，還發出難聞的氣味，他也有忍受的極限。
城市正在黃昏的魔幻時刻，該亮起的亮起了。落日未滅，一輪明月已悄然升起，四人間的濃烈感情，正點綴著這耽美的時刻。

## 演員列表

### 主要演員
| 演員   | 角色   | 介紹 | 登場集數 |
| 陳彥名 | 蘇海青 | 18歲，今年大一，初段準備大學重考，喜歡畫畫。與言飛一見鍾情。偷拍言飛走入泳池換衣間時，而深情擁吻後的言飛把自己電話輸入在海青手機內，但海青出來時，手機卻被人丟入水中，因此沒了電話懊惱不已，但還好沒失去之前偷拍的照片，還能看著回憶。 | 全劇     |
| 王庭勻 | 言飛   | 嚴謹的上班族，完美企業菁英。會去健身房運動，但游泳是少數他不會的事情，但卻在泳池這對海青一見鍾情。 | 全劇     |
| 黃庭軒 | 陳品軍 | 從南部來台北讀書的陽光男孩，今年大四，有在打工，傻氣，細心又單純。與海青因代替成人體模特結識，後便為情侶，成為真正的男朋友。 | 全劇     |
| 林柏叡 | Jimmy  | 言飛多年的戀人，他的工作是室內設計的顧問，不用進辦公室，自由彈性的接案子與他自由的天性剛剛好。 | 1-10     |

### 其他演員
| 演員         | 角色       | 介紹                                                                                                | 登場集數 |
| 席子淇(詹雅涵) | 陳品馨     | 因為筆畫太多，她常常要別人叫她Pinky就好，是品軍的妹妹，大二新鮮人。                                 |          |
| 王可元       | 小K        | 海青的高中同學，也是他的好朋友，小K是個迷糊購物狂，家裡環境很好，上了一間私立大學，是個超級韓星迷。 |          |
| 武廣君       | Jacky      | 言飛的部下，跟JIMMY搞曖昧。                                                                         |          |
| 鍾倫理       | 海青爺爺   | 晚年失智老人。                                                                                      | 1-6      |
| 林明森       | 海青爸爸   | 一般的上班族，反對海青讀美術系。                                                                    | 1-6      |
| 丁梅卿       | 言飛媽媽   | | 7-9      |
| 盧彥澤       | 游泳教練   | 教言飛游泳，但跑去跟女生聊天，言飛溺水時沒察覺也沒去救他。後來在三溫暖室說海青是娘砲，被言飛揍。    | 1-2,9    |
| 劉聿修       | 健身房教練 | 異性戀，常被誤以為是同性戀。                                                                        | 2        |
| 陳歆妍       | 學姊       | 暗戀海青，想向海青告白時，海青直接拉著品軍出柜。                                                    | 7-8      |
| 楊皓崴       | Jacky同事  | |          |
| 李晴珊       | Teresa     | |          |
| 鄒寧恩       | 畫室老師   | |          |
| 蘇實宸       |            | |          |

## 網路劇歌曲
| 曲別   | 歌名           | 演唱者 | 作詞   | 作曲   |
| 片頭曲 | 十三月的雨     | 林欣甫 | 易家揚 | 潘鵬展 |
| 片尾曲 | 無法拒絕的長大 | 林欣甫 | 溫偉杰 | 溫偉杰 |
| 插曲   | 保護           | 林欣甫 | 葛大為 | 金大洲 |

## 外部連結
- 深藍與月光的Facebook專頁
- 酷瞧 Coture的Facebook專頁
- 在酷瞧上《深藍與月光》的資料
- 在 YAHOO TV （页面存档备份，存于）上看《深藍與月光 （页面存档备份，存于）》
- 在影視圈圈上《深藍與月光》的資料